# Красная Звезда (Воскресенский район)
Кра́сная Звезда — посёлок в Воскресенском районе Нижегородской области. Входит в состав Егоровского сельсовета.

## География
Вдоль деревни протекает речка Кугай, впадает в в Люнду.

## Население
| 1999 | 2002 | 2010 |
| ---- | ---- | ---- |
| 5    | ↘4   | ↘1   |

По данным на 1999 год, численность населения составляла 5 чел.